# کازوکی نامیئوکا
کازوکی نامیئوکا (انگلیسی: Kazuki Namioka؛ زادهٔ ۲ اوت ۱۹۷۸) بازیگر اهل ژاپن است. وی از سال ۲۰۰۴ میلادی تاکنون مشغول فعالیت بوده‌است.
از فیلم‌هایی که وی در آن نقش داشته‌است، می‌توان به سیزده آدمکش، هاراکیری: مرگ یک سامورایی، کلاغ‌ها: قسمت صفر و گذرگاه بزرگ اشاره کرد.